# 普莉西拉·普里斯萊
普莉西拉·安·普里斯萊（英語：Priscilla Ann Presley，出生姓瓦格納Wagner，1945年5月24日—）是一名美國的演員和大亨，艾維斯·普里斯萊的前妻也是艾維斯·普里斯萊企業（EPE）的共同創辦人和主席。

## 外部連結
- Official Website （页面存档备份，存于）
- 普莉西拉·普里斯萊在互联网电影资料库（IMDb）上的資料（英文）
- TCM电影资料库上普莉西拉·普里斯萊的资料（英文）
- 在AllMovie上普莉西拉·普里斯萊的頁面（英文）